# Konditorei

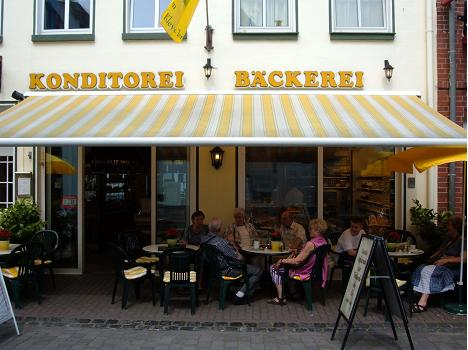
Konditorei tipic în Germania

Konditorei este o afacere care oferă în mod obișnuit o mare varietate de produse de patiserie și servește de obicei ca în cafenea, acestea se găsesc în multe țări diferite, inclusiv Germania, Austria, Elveția, Franța, Danemarca, Suedia, Republica Cehă și multe altele. Cu toate acestea, cultura și funcția conditorei pot varia în funcție de locații. În Germania, Austria și Elveția, este un obicei popular să mergi la jumătatea după-amiezii într-un conditorei pentru a avea o porție de prăjitură și niște cafea sau ciocolată caldă pentru a consuma în incintă. O cultură similară este prezentă în mai multe țări din nordul Europei influențate de tendințele Europei Centrale, cum ar fi Danemarca și Suedia (cu toate acestea acestea se numesc konditori sau cafenele / cafenea). Pentru a deveni un conditor, brutarul specializat pentru un konditorei, profesia (în multe țări) necesită un program de ucenicie sau un program de pregătire specializat. În Cehia, astfel de magazine sunt de obicei numite „cukrárna” (magazin de zahăr).

## Legături externe
- Materiale media legate de konditorei la Wikimedia Commons